# N 5 (Senegal)
Die N 5 ist eine der Nationalstraßen vom Westen in den Süden Senegals. Der Dakar-Lagos-Highway, einer der Trans-African Highways, folgt ihrem Verlauf auf ganzer Länge. Sie verbindet von Norden und Süden her Senegal mit Banjul, der Hauptstadt des Nachbarlandes Gambia.
Der Straßenverlauf beginnt südlich der im Westen des Senegal gelegenen Stadt Kaolack in Richtung Passy mit einer Verzweigung von der N 4, die ihrerseits direkt nördlich dieser Stelle mit einer knapp zwei Kilometer langen kombinierten Damm- und Brückenkonstruktion über den Saloum führt. Seit Januar 2022 wurde der Verkehr in Kaolack und auf diesem ersten Straßenabschnitt durch die Eröffnung des mautpflichtigen Pont de Foundiougne im Zuge der N 9 entlastet, die dem Nord-Süd-Verkehr über Fatick und Foundiougne bis Passy eine Abkürzung bietet.
Das Ende der N5 liegt im Südwesten in der Départementspräfektur Bignona, wo sie wieder in die N4 einmündet, und die Strecke bis dahin ist 233 Kilometer lang. Ohne die 80 Kilometer lange Transitstrecke in Gambia misst sie 153 Kilometer.
Die N5 ist zwar grundsätzlich als Nord-Süd-Verbindung aus dem Kernland des Senegal in die südlich von Gambia isoliert gelegene fruchtbare und relativ dicht besiedelte Landschaft der Casamance geeignet. Allerdings ist östlich von hier die Route über die als Transgambienne bekannte N4 etwas kürzer und der Gambia-Fluss kann seit Januar 2019 auf der mautpflichtigen Senegambia Bridge überquert werden. Im Zuge der N5 muss die Fähre Banjul–Barra an der Flussmündung einen Weg von immerhin rund 4,9 Kilometer von einem Ufer zum anderen zurücklegen. 
Die Bedeutung der N5 liegt eher in der Erschließung des Hinterlandes der unwegsamen, weil amphibischen und durch viele Wasserläufe gegliederten Küstenregion nördlich und südlich von Gambia sowie in der Verbindung zur Hauptstadt des Nachbarlandes.